# Steinbrücken (Nordhausen)
Steinbrücken is een  dorp in de Duitse gemeente Nordhausen in het Landkreis Nordhausen in de deelstaat Thüringen. Het dorp wordt voor het eerst vermeld in een oorkonde uit 1128. Tot 1994 was Steinbrücken een zelfstandige gemeente.
Bielen · Buchholz ·Herreden · Hesserode · Hochstedt · Hörningen · Krimderode · Leimbach · Petersdorf · Rodishain · Rüdigsdorf · Salza · Steigerthal · Steinbrücken · Stempeda · Sundhausen